# Římskokatolická farnost Studnice u Vyškova
Římskokatolická farnost Studnice u Vyškova je územní společenství římských katolíků s farním kostelem sv. Jiljí v děkanátu Vyškov.

## Stručná historie
Kostel byl vybudován v roce 1731. Na věži kostela je umístěn zvon umíráček z roku 1552.

## Duchovní správci
Administrátorem excurrendo je k září 2018 R. D. Mgr. Jan Plodr.

## Bohoslužby
| Kostel           | Místo    | Bohoslužba     | Bohoslužba  | Poznámka     |
| ---------------- | -------- | -------------- | ----------- | ------------ |
| kostel sv. Jiljí | Studnice | neděle čtvrtek | 10.30 17.00 | farní kostel |

## Aktivity ve farnosti
Farnost se pravidelně zapojuje do akce Tříkrálová sbírka. V roce 2018 se při ní vybralo 13 847 korun.